# Cybosia quatrilis
Cybosia quatrilis är en fjärilsart som beskrevs av Fourer 1785. Cybosia quatrilis ingår i släktet Cybosia och familjen björnspinnare. Inga underarter finns listade i Catalogue of Life.